# Tjärlax

Tjärlax är en by i Närpes kommun i landskapet Österbotten i Finland, vid Kvarken med cirka 120 invånare. I Tjärlax finns bland annat camping och en gästbrygga för småbåtar. 
Det äldsta omnämnandet av byn i skrift är från 1442. Då höll häradshövdingen i Nedre Satakunda, Henrik Klasson, ting i Bäckby, Närpes och rån mellan Nämpnäs och Tjärlax byar fastställdes.